# Lørenskog
Lørenskog is een gemeente in de Noorse provincie Akershus.
De gemeente telde 37.407 inwoners in januari 2017. 

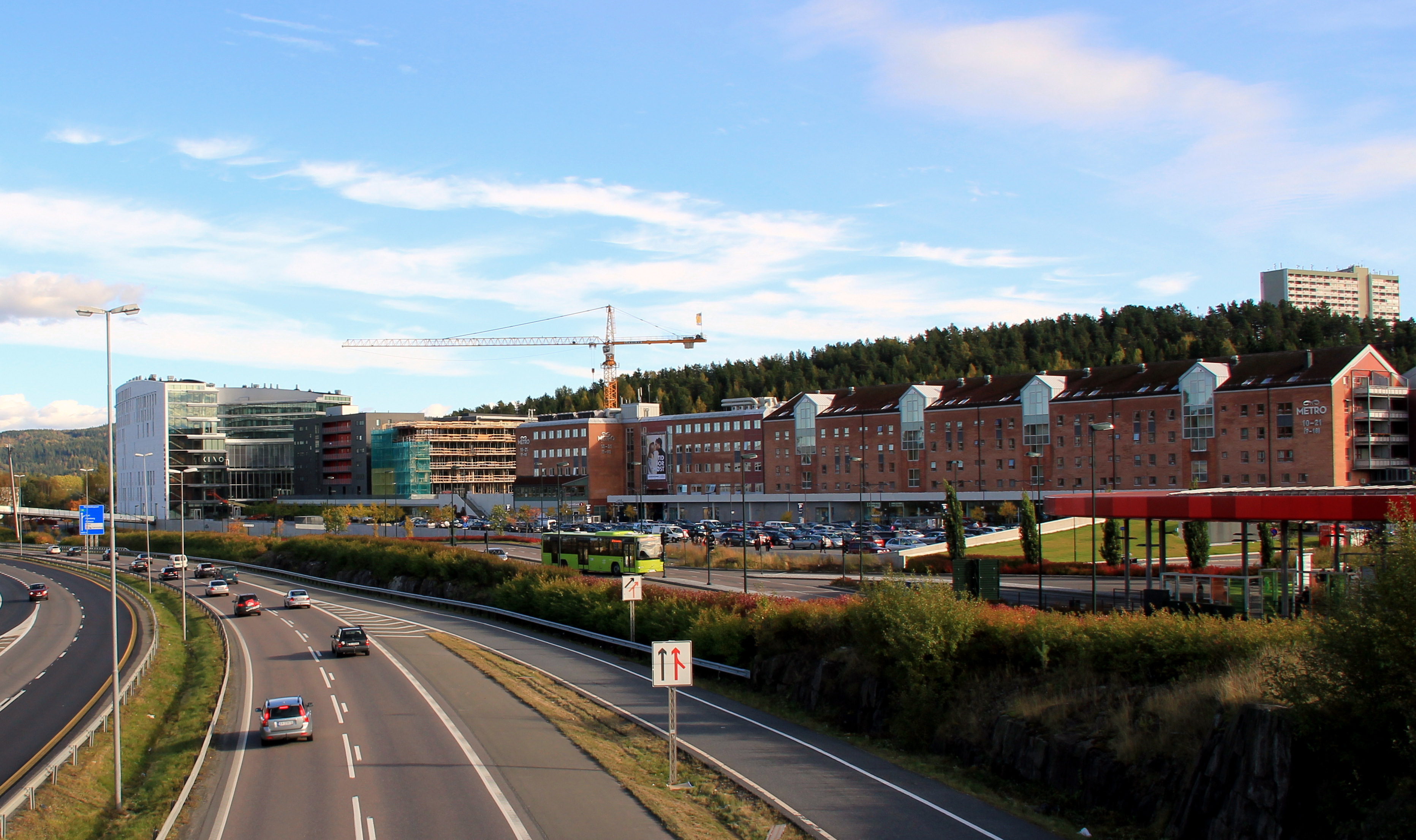
Het centrum van Lørenskog

De gemeente ligt direct ten oosten van Oslo en is deel van de agglomeratie Oslo. In 1908 werd Lørenskog een zelfstandige gemeente. Tot dan was het een deel van de gemeente Skedsmo. 

## Geboren
- Trine Hattestad (1966), speerwerpster
- Petter Andersen (1974), schaatser
- Ine Marie Eriksen Søreide (1976), politica
- Tore Ruud Hofstad (1979), langlaufer
- John Carew (1979), voetballer
- Tine Kristiansen (1980), handbalster
- Marit Larsen (1983), popzangeres/songwriter
- Maiken Caspersen Falla (1990), langlaufster
- Henrik Kristoffersen (1994), alpineskiër
- Cecilie Fiskerstrand (1996), voetbalster
- Lotta Udnes Weng (1996), langlaufster
- Tiril Udnes Weng (1996), langlaufster
- Johannes Dale (1997), biatleet

Ås · Asker · Aurskog-Høland · Bærum · Eidsvoll · Enebakk · Frogn · Gjerdrum · Hurdal · Jevnaker · Lillestrøm · Lørenskog · Lunner · Nannestad · Nes · Nesodden · Nittedal · Nordre Follo · Rælingen · Ullensaker · Vestby

Voormalige gemeentes: Fet · Oppegård · Skedsmo · Ski · Sørum